# Кампина-Гранди
Кампи́на-Гра́нди (порт. Campina Grande) — город и муниципалитет в Бразилии, входит в штат Параиба. Составная часть мезорегиона Сельскохозяйственный район штата Параиба. Входит в экономико-статистический микрорегион Кампина-Гранди и городскую агломерацию Кампина-Гранди. Население составляет 371 060 человек на 2007 год и 402 912 человек на 2014 год. Занимает площадь 620,63 км². Плотность населения — 649,2 чел./км².
Покровителем города считается Богоматерь да-Консейсан.
Праздник города — 11 октября.

## История
Город Кампина Гранде возник как небольшая деревня, расположенная на берегу озера под названием Асуде Велью (Старое озеро). Жители были известны как тропейро, что означало «странствующие торговцы, которые торговали такими товарами, как мясо, хлопчатобумажная одеждуа, кукурузная мука». Торговля шла в городах и деревнях, мимо которых они проезжали. Кампина-Гранди стала деревней (Вила-Нова-да-Раинья).
Кампина-Гранде стала называться городом в 1790 году, когда он изменил свое название на де Вила-Нова-да-Раинья (Новая деревня королевы). В этот момент в городе также появилось официальное правительство, состоящее из городского совета и нотариальной конторы.
Хотя название городка изменилось, местные жители продолжали называть его Кампина-Гранде. Однако в официальных документах использовалось только имя de Vila Nova da Rainha.
С введением железной дороги эта крошечная деревня превратилась в шумный город. В начале XX века Кампина-Гранди называли «Бразильским Ливерпулем» из-за многочисленных хлопковых плантаций и фабрик. В то время это был второй по величине производитель хлопка в мире. Развитие города стимулировалось ростом региональной хлопковой промышленности, которая предпочитала поставлять свою продукцию через Кампина-Гранде. Хлопок белый и цветной выращивается в этом штате и поныне.
Сегодня город в центре северо-востока Бразилии стал также центром высоких технологий.

## Статистика
- Валовой внутренний продукт на 2005 год составляет 2 222 988 000,00 реалов (данные: Бразильский институт географии и статистики).
- Валовой внутренний продукт на душу населения на 2005 год составляет 5910,00 реалов (данные: Бразильский институт географии и статистики).
- Индекс развития человеческого потенциала на 2000 год составляет 0,721 (данные: Программа развития ООН).

## География
Климат местности: тропический.

## Кампина-Гранде как Техцентр
Американский журнал Newsweek выбрал в апреле 2001 года девять известных городов мира, представляющих новую модель Технологического центра. Бразилия в списке представлена Кампиной-Гранде, единственный город, выбранный в Латинской Америке. В 2003 году город назвали «бразильской Силиконовой долиной», благодаря, помимо высоких технологий, исследованиям экологически чистого цветного хлопка.
Согласно журналу, причиной успеха стал Федеральный университет Параиба, кампус II (который в 2002 году стал Федеральным университетом Кампина-Гранди). С 1967 года, когда ученые получили поддержку для покупки первого компьютера на Северо-востоке страны, базового компьютера IBM за 500 000 долларов, там была создана традиция в области вычислительной техники, которая теперь признана во всем мире.
Кампина-Гранде имеет около семидесяти шести компаний-производителей программного обеспечения, которые представляют более 500 человек с высшим образованием, зарабатывающих в общей сложности 25 миллионов реалов в год, что составляет 20% от общего дохода муниципалитета. Однако в настоящее время и другие города: г. Флорианополис на юге страны и Кампинас, современный город, расположенный около Сан-Паулу - выделяются также как национальные центры технологических инноваций.

## Музеи
Кампина Гранде имеет двенадцать музеев, где хранятся культурные коллекции, собранные в Кампина Гранде, в штате и по всей Бразилии.
Историко-географический музей Кампина Гранде расположен в центре города.
Коллекция Историко-географического музея Кампина-Гранди посвящена историческому, социальному и культурному развитию Кампина-Гранди. Здесь представлены фотографии, статьи, карты, мебель, оружие, транспортные средства, ювелирные изделия, куклы и инструменты.
Музей естествознания.
Музей искусств Ассиса Шатобриана: в настоящее время состоит из 474 произведений искусства, где представлены различные художественные изделия, включая рисунки, картины, скульптуры, гравюры, коллажи и др.
Собрание Ассиса Шатобриана, насчитывающее 120 работ, частично можно увидеть в Историческом здании Ректории в Федеральном Университете Параибы. Он расположен в Католе, в районе на юге города.
Музей Луиса Гонзага посвящен популярному композитору, музыканту и певцу Луису Гонзага. Коллекция состоит из фотографий, записей, газет, воспоминаний о короле Баяна Луисе Гонзага. Музей расположен в Санта-Розе, районе на западной стороне города, но временно не работает.
Музей истории и технологии хлопка расположен в традиционном районе Эстасао-Велья, в непосредственной близости от центра города.
Геологический Музей Федерального университета Параибы.
Кроме того:
- Музей Полупустыни Северо-Востока Бразилии Федерального университета Параибы.
- Музей Большого Сан-Жуан-ду-Мунду.
- Музей спорта Плинио Лемос - расположен в районе Хосе Пинейро, восточная сторона.
- Живой Музей Северо-Востока.
- Музей народного искусства Парайбы - Museum of Popular Arts of Paraíba (SESI).

## Известные жители
- Антониу Силва — боец MMA, победивший Фёдора Емельяненко;
- Халк — бразильский футболист, нападающий российского клуба «Зенит».